# Ozola acutata
Ozola acutata är en fjärilsart som beskrevs av Walker 1862. Ozola acutata ingår i släktet Ozola och familjen mätare. Inga underarter finns listade i Catalogue of Life.